# Marcial González de la Fuente
Marcial González de la Fuente (Oriola, 1844 – Madrid, 1909) va ser un polític valencià, diputat a les Corts Espanyoles durant la restauració borbònica.

## Biografia
Membre d'una família benestant, es va establir a València el 1852 i el 1869 es va llicenciar en dret a la Universitat de València. Treballà com a oficial de Tresoreria de la Junta Provincial d'Alacant, com a advocat a Madrid i fins al 1875 fou jutge a Aiora, Carlet, Alcázar de San Juan i la Almunia de Doña Godina. El 1875 començà a dedicar-se a la política i ingressà al Partit Liberal de la mà de Cristino Martos Balbi. Fou elegit diputat per Requena a les eleccions de 1886 i per Xiva de Bunyol a les de 1891 i 1893, però deixà l'escó quan fou nomenat subsecretari de Gràcia i Justícia de Trinitario Ruiz Capdepón (1893) i posteriorment Ministre de Gràcia i Justícia al juliol del 1894 (BOE de 28/07/1894). Va donar suport a l'acord entre Germán Gamazo y Calvo i el seu cunyat Antoni Maura i Montaner. Fou escollit novament diputat per Xiva de Bunyol a les eleccions generals espanyoles de 1898 i 1903. Després continuà com a jutge del Tribunal Suprem d'Espanya.
Fou pare del poeta Rafael González Castell